# Hayigabul
Hayigabul (en azerí: Hacıqabul) es una localidad de Azerbaiyán, capital del raión homónimo. El municipio está formado por los centros urbanos de Gazimamad (Qazıməmməd) y Baligchi (Balıqçı).
Se encuentra a una altitud de -1 m sobre el nivel del mar. 

## Historia
Lleva el nombre de un lago epónimo cercano; el nombre significa literalmente lago amargo en idioma azerí. Se le concedió el estatus de asentamiento de tipo urbano en 1934 y el estatus de ciudad en 1938. En 1939, la ciudad pasó a llamarse Kazi-Magomed, en honor al revolucionario Kazi Magomed Agasiyev. El nombre original fue restaurado en 2000.

## Demografía
Según estimación 2010 contaba con 25342 habitantes.